# グレミアスコ
グレミアスコ（伊: Gremiasco）は、イタリア共和国ピエモンテ州アレッサンドリア県にある、人口約300人の基礎自治体（コムーネ）。

## 地理

### 位置・広がり
| 隣接するコムーネは以下の通り。括弧内のPVはパヴィーア県所属を示す。 - バニャーリア (PV) - ブリニャーノ＝フラスカータ - チェーチマ (PV) - ファッブリカ・クローネ - モンタクート - ポンテ・ニッツァ (PV) - サン・セバスティアーノ・クローネ - ヴァルツィ (PV) |

### 地震分類
イタリアの地震リスク階級 (it) では、3 に分類される
。

## 行政

### 分離集落
グレミアスコには、以下の分離集落（フラツィオーネ）がある。
- Albora, Bernona, Caschina Brichetti, Codevico, Colombassi, Castagnola, Fornace, Fovia, Gaggino, Guardamonte, Lunaro, Malvista, Martinetto, Matte, Musigliano, Pradelle, Riarasso, Ronco, Solaro, Stemigliano, Valbeccara